# Linnea Quigley
Linnea Barbara Quigley, más conocida como Linnea Quigley (Davenport, Iowa; 27 de mayo de 1958), es una actriz y modelo estadounidense.

## Carrera
Comenzó como modelo durante la década de 1970 y como actriz en películas de clase B como Psycho from Texas (1975) y Fairy Tales (1978), entre otras.
Es considera una Scream Queen, ya que ha trabajado en varias películas de horror a lo largo de su carrera. En 1981 actuó en las películas Don't Go Near the Park y Graduation Day. En 1984 actuó junto a Linda Blair en la película Savage Streets. Ese mismo año actuó en la película Silent Night, Deadly Night. En 1985 actuó en la película The Return of the Living Dead. En 1988 actuó en las películas Hollywood Chainsaw Hookers, A Nightmare on Elm Street 4: The Dream Master y Night of the Demons. En 1989 actuó en la película Witchtrap.
Durante su carrera ha trabajado en varias películas donde en la mayoría aparece desnuda. Adora a los animales y no es raro que adopte algún perro que se encuentre cerca del lugar donde ella esté trabajando en alguna película[cita requerida].
Trash
Su personaje más taquillero y por el que es mundialmente conocida es el deTrash (basura en inglés), de la película The Return of the Living Dead. Ella, a pesar de ser rubia natural, cambió, a solicitud del director, el color de su cabello para que fuera rojo, a lo cual sumó maquillaje tipo tatuaje con venas de un lado y el otro ojo caracterizado como "la naranja mecanica" junto con un conjunto de chaleco y pantalón de cuero rojo que dio el "look" que se buscaba. En uno de los diálogos de la película, Trash afirma que su peor pesadilla es que un grupo de viejos abusen de ella y la maten, lo cual efectivamente ocurre, pues, luego de desnudarse y hacer un baile erótico a sus amigos, con la lluvia tóxica sobre ella, y mientras trata de escapar, cae en el lodo, siendo rodeada por un grupo de zombis que la devoran. Luego vuelve "zombificada" y se come el cerebro de un indigente que pasaba por ahí.

## Filmografía

### Cine
- Girls Gone Dead (2012) .... Willie
- 1313: Cougar Cult (2012) .... Clara
- Manson Rising (2011) .... Rosemary LaBianca
- The Voices from Beyond (2011) .... Sara Graves
- Caesar and Otto's Deadly Christmas (2011) .... Donna Blackstone
- Post Mortem, America 2021 (2011) .... Lucille
- Stripperland (2011) .... Grambo
- La Femme Vampir, volume 2 (2011) .... Faith
- La Femme Vampir (2010) .... Faith
- Collapse (2010) .... Mrs. Bell
- Dead End (2010) .... Alex
- Night on Has Been Mountain (2010) .... Cameo
- Strangers Online (2009) .... Mary
- Night of the Demons (2009) .... Vecina
- Diary of Death (2009) .... Mamma
- It Came from Trafalgar (2009) .... Marilyn Doe
- RiffRaff (2009) .... Prima Julie
- Vampitheatre (2009) .... La Reina
- A Drive with Linnea and Donald (2008)
- The Notorious Colonel Steel (2008) .... Tommy
- Spring Break Massacre (2008) .... Agente Michelle Hendricks
- Pretty (2007) .... Delia
- Each Time I Kill (2007) .... Tía Belle
- Whispers from a Shallow Grave (2006) (voz) .... Anunciadora de TV
- Hoodoo for Voodoo (2006) .... Reina Marie
- Voices from the Graves (2006) .... Sara Graves
- The Naked Monster (2005) .... Chica sorda
- Wolfsbayne (2005) .... Nikki
- Super Hero Central (2004) .... L.Q.
- The Rockville Slayer (2004) .... Mary Burns
- Frost (2004) .... Sandra
- Zombiegeddon (2003) .... Directora Russo
- Charlie and Sadie (2003) .... Sadie
- Corpses Are Forever (2003) .... Elli Kroger
- Scream Queen (2002) .... Malicia Tombs
- The Monster Man (2001) .... Tía Ruth
- Horrorvision (2001) .... Foto Modelo
- Kannibal (2001) .... Georgina Thereshkova
- Venice Beach (2001)
- Blind Target (2000) .... Serena Erwin
- Sex Files: Pleasureville (2000) .... Texas Lilly
- Play It to the Bone (1999) .... Prostituta con sobredosis
- Kolobos (1999) .... Dorothy
- Animals (1999) .... Dana Miles-Evans
- The Killer Eye (1999) .... TV Shower Girl
- Boogie Boy (1998) .... Gretchen
- Moving Targets (1998) .... Fiscal del distrito
- Death Mask (1998) .... Angel Wilson
- Mari-Cookie and the Killer Tarantula in 8 Legs to Love You (1998) .... Tere
- Curse of the Lesbian Love Goddess (1998)
- Hollywood Cops (1997) .... Ryder
- Fatal Frames (1996) .... Wendy Williams
- Sick-o-pathics (1996) .... Reina del grito (segmento "Commercial: Dr. Riker's Hair Lotion")
- Jack-O (1995) .... Carolyn Miller
- Stripteaser (1995) .... Mesera
- Assault of the Party Nerds 2: The Heavy Petting Detective (1995) .... Bambi
- Burial of the Rats (1995) .... Mujer Rata
- Vampire Hunter (1994)
- Beach Babes from Beyond (1993) .... Sally
- Pumpkinhead II: Blood Wings (1993) .... Nadine
- The Girl I Want (1993) .... Teri
- Innocent Blood (1992) .... Enfermera
- Blood Church (1992)
- Guyver (1991) .... Reina del grito
- Virgin High (1991) .... Kathleen
- Vice Academy Part 2 (1990) .... Didi
- Diggin' Up Business (1990) .... Mona
- Linnea Quigley's Horror Workout (1990) .... Linnea
- Robot Ninja (1989) .... Miss Barbeau
- Witchtrap (1989) .... Ginger Kowolski
- Vice Academy (1989) .... Didi/Fluffer
- Dr. Alien (1989) .... Chica Rocker #2
- American Rampage (1989) .... Paris Girl (Elizabeth MacIntosh)
- Assault of the Party Nerds (1989) .... Bambi
- Sexbomb (1989) .... Phoebe Love
- Deadly Embrace (1989) .... Michelle Arno
- Blood Nasty (1989) .... Wanda Dance
- Murder Weapon (1989) .... Dawn
- Night of the Demons (1988) .... Suzanne
- A Nightmare on Elm Street 4: The Dream Master (1988) .... Alma del Pecho de Freddy
- Dead Heat (1988) .... Chica Zombie Go-go
- Hollywood Chainsaw Hookers (1988) .... Samantha
- Sorority Babes in the Slimeball Bowl-O-Rama (1988) .... Spider
- Creepozoids (1987) .... Bianca
- Nightmare Sisters (1987) .... Melody
- Treasure of the Moon Goddess (1987) .... Lu de Belle
- Beverly Hills Girls (1986) .... Linnea
- Avenged (1986) .... Carol 'C.C.' Chambers
- Sweethearts (1986) .... Cupid's Corner Host
- Scorpion (1986) .... Lea Johns/The Scorpion
- The Return of the Living Dead (1985) .... Trash
- Silent Night, Deadly Night (1984) .... Denise
- Savage Streets (1984) .... Heather
- The Black Room (1984) .... Milly
- Party Games for Adults Only (1984)
- Fatal Games (1984) .... Atleta
- Young Warriors (1983) .... Ginger
- Get Crazy (1983) .... Groupie
- Still Smokin (1983) .... Rubia en Spa
- Nudes in Limbo (1983) .... Modelo
- Kidnapped Girls Agency (1983) .... Mensajera de Cathy
- Nice Dreams (1981) .... Blondie Group #2
- Graduation Day (1981) .... Dolores
- Don't Go Near the Park (1981) .... Madre de Bondi
- Summer Camp (1979) .... Pam
- Fairy Tales (1978) .... Bella Durmiente
- Deathsport (1978) .... Cortesana
- Auditions (1978) .... Sally Webster
- Psycho from Texas (1975) .... Barmaid

### Series de televisión
- Simon & Simon .... Bobbi (1 episodio: "The bare facts", 1983)